# Sparodon durbanensis
Sparodon durbanensis är en fiskart som först beskrevs av Castelnau, 1861.  Sparodon durbanensis ingår i släktet Sparodon och familjen havsrudefiskar. Inga underarter finns listade i Catalogue of Life.